# Караїмське релігійне об’єднання (Польща)

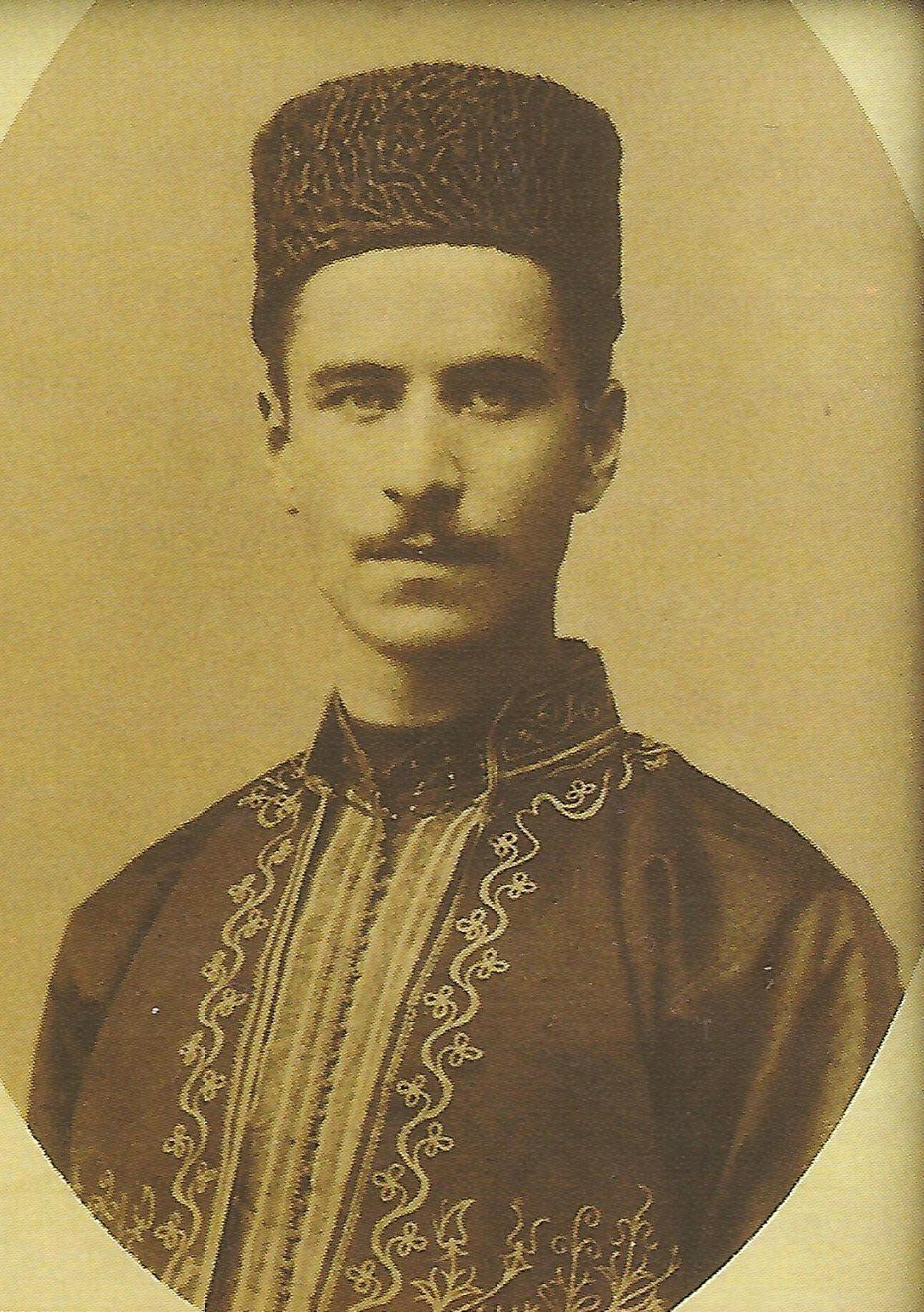
Серая Сапшал — останній караїмський гахан в історії Республіки Польща

Караїмський релігійний союз у Республіці Польща (Караїм. Karaj Diń Birligiari LR) — польське релігійне об'єднання караїмів, що діє на підставі окремого акта.
У 2016 році союз налічував 169 осіб.

## Історія
Початки діяльності союзу сягають часів Другої Польської Республіки. Польські караїми міжвоєнного періоду — це люди, які традиційно оселялись за місцем проживання за часів Великого князівства Литовського та Галицько-Волинського князівства.

### Друга республіка
У межах Польщі, відродженої після Першої світової війни, було три джимати (караїмські релігійні комуни) від колишньої російської імперії (Тракай, Вільнюс, Луцьк) і одна спільнота від колишньої австрійської імперії (Галич). У спільнотах діяли різні закони, об'єднання яких було необхідним у нових політичних умовах.
20 квітня 1921 р. зареєстровано Вільнюське товариство караїмів, правління якого готувало проєкти положень про відносини влади до караїмського релігійного союзу. Зміст проєкту погодили з представниками всіх спільнот з метою розробки єдиного статуту для всіх польських джиматів. 30 листопада 1924 р. відбулася конференція для обговорення створених проєктів.
23 жовтня 1927 делегати з усіх громад одноголосно проголосували за Серая Шапшала як гахана. У листопаді 1928 р. перший польський гахан подав проєкт закону про відносини держави до релігійного об'єднання польських караїмів. Після тривалого періоду роботи, 21 квітня 1936 р. Сейм Республіки Польща ухвалив акт про відносини держави з Караїмським релігійним союзом, який регулював правове становище цієї громади. Цього ж року офіційно створено Караїмський релігійний союз, який з погляду організації належав до законного представництва караїмської громади.

### Після Другої світової війни
Караїми опинились у повоєнних кордонах внаслідок переселення, здійсненого за республіканськими договорами. Десятки сімей, яким удалося таким чином потрапити до Польщі, походили з Тракая, Вільни, Паневежиса, Лцька чи Галича, де раніше вони створили досить тісні громади. У повоєнній Польщі вони утворювали діаспоральні групи, а їхні храми та місця молитов залишалися в СРСР.
У березні 1946 року до Вроцлава прибув хаззан Рафал Абкович. Очікувалося, що в травні прибуде і довоєнний глава польських караїмів Серая Сапшал, який в кінцевому рахунку не відбувся через труднощі, накладені владою Литовської РСР.
Представники караїмської громади домовилися з деномінаційним департаментом MAP, що в особі законного глави польських караїмів, який перебуває за кордоном, релігійну владу над віруючими здійснюватиме Організаційний комітет Караїмського релігійного союзу (до складу його входили Ананій Зайончковський, Захаріаш Шпаковський та Ананій Роєцький).
31 травня та 1 червня 1947 року в Подкові Лесьні відбулося засідання Великого караїмського калегіального управління. На ньому було прийнято рішення обрати Тимчасовий караїмський духовний собор верховною владою Караїмського релігійного союзу, який мав діяти лише до прибуття гахана Шапшала або обрання нового керівника (чого ніколи не було). Президентом правління став Ананій Зайончковський.
Після смерті Ананія Зайончковського (6 квітня 1970 р.) союзом керувала Тимчасова велика духовна рада. На з'їзді делегатів караїмських центрів 18 червня 1973 року новим головою правління союзу обрали Шимона Пілецького. З 1974 року, через застарілість положень закону, союз діяв на основі положень статуту, затвердженого владою Польської Народної Республіки. Відповідно до введеного на той час положення, верховна влада здійснюється правлінням Караїмського релігійного союзу в Республіці Польща, очолюваним головою.

## Релігійне життя

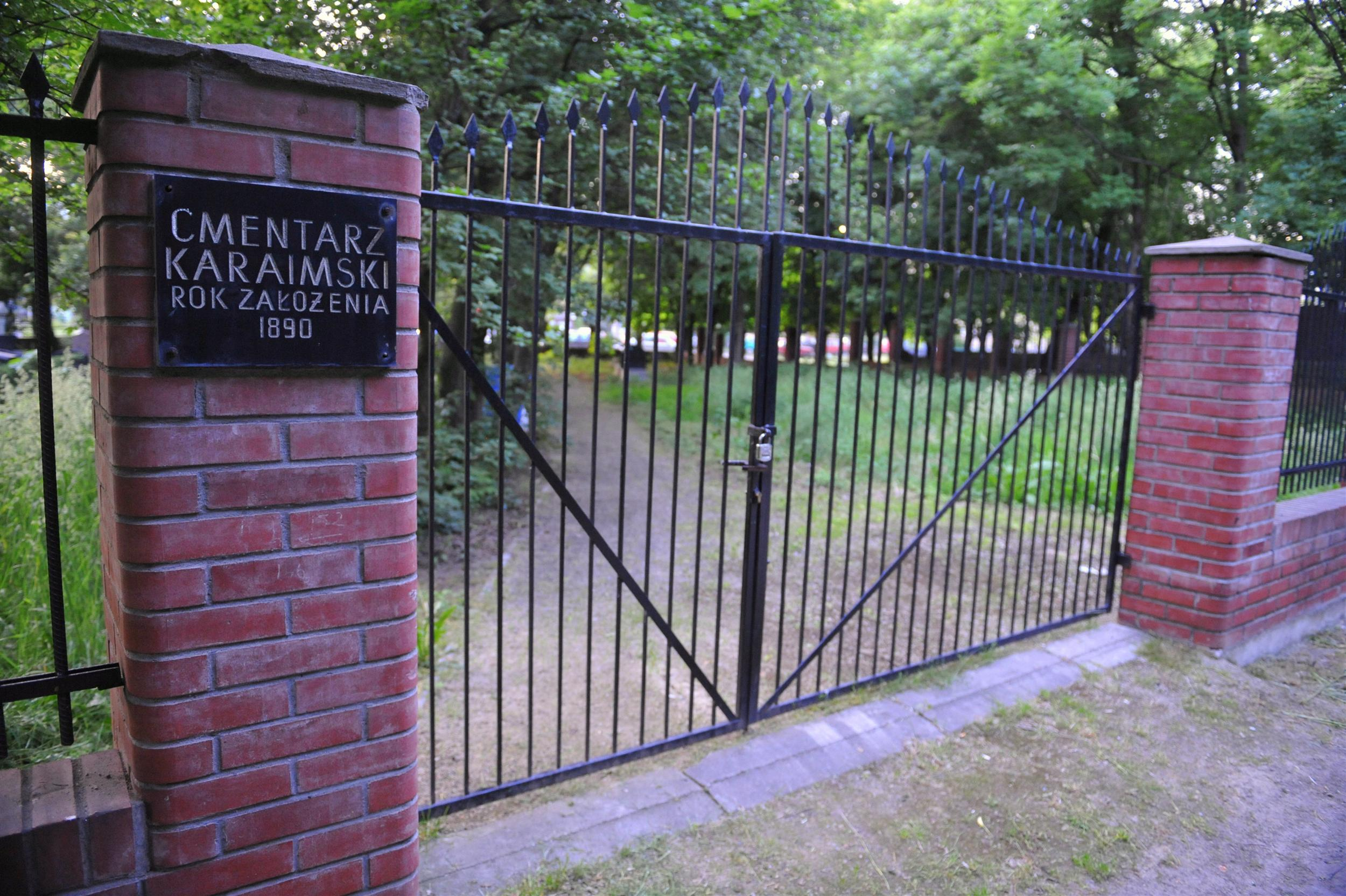
Караїмське кладовище у Варшаві

Оселившись у сучасних польських кордонах, караїми з самого початку мусили організувати своє релігійне життя. У найбільших новостворених караїмських центрах вони створили свої три нові релігійні громади (Варшава, Гданськ та Вроцлав). Усі колишні храми та культові споруди польських караїмів перебували на території СРСР. Невелика чисельність не дозволила караїмам побудувати повноцінну кенесу в сучасних кордонах Польщі. І все ж у Вроцлаві спробували відкрити молитовний дім, який держава визнала б спорудою, призначеною для релігійного богослужіння, що діє на інституційній основі.
До його смерті в 1992 р. релігійну службу для польської караїмської громади виконував хаззан Рафаель Абкович, колишній щуцький та віленський хаззан, якого затвердив на цій посаді гахан Сапшал. Завдяки йому караїмська релігійна громада у Вроцлаві була єдиною, яку після 1945 року очолював священнослужитель.
Після смерті хаззана Абковича караїми, які мешкали в Польщі, не мали власного духовенства чи кенеси. З цієї причини місцем богослужіння обов'язково повинні бути приватні будинки, а миряни почали виконувати релігійні функції.
Однією з реліквій матеріальної спадщини караїмів у сучасній Польщі є релігійне кладовище караїмів у Варшаві.

## Виноски
1. ↑  Wykaz kościołów i związków wyznaniowych działających na podstawie odrębnych ustaw (PDF). Архів оригіналу (PDF) за 4 липня 2014. Процитовано 24 травня 2021.
2. ↑  Wykaz kościołów i związków wyznaniowych działających na podstawie odrębnych ustaw. Ministerstwo Administracji i Cyfryzacji (PDF). Архів оригіналу (PDF) за 4 липня 2014. Процитовано 4 липня 2014.
3. ↑  Karaimi. Mniejszości narodowe i etniczne w Polsce. Warszawa: Wydawnictwo Sejmowe. 2012. с. 35. ISBN 978-83-7666-143-8.
4. 1 2  Karaimi. Mniejszości narodowe i etniczne w Polsce. Warszawa: Wydawnictwo Sejmowe. 2012. с. 38. ISBN 978-83-7666-143-8.
5. ↑  Ustawa z dnia 21 kwietnia 1936 r. o stosunku Państwa do Karaimskiego Związku Religijnego w Rzeczypospolitej Polskiej, Dz.U. z 1936 r. nr 30, poz. 241
6. ↑  Karaimi. Mniejszości narodowe i etniczne w Polsce. Warszawa: Wydawnictwo Sejmowe. 2012. с. 39. ISBN 978-83-7666-143-8.
7. ↑  Problematyka geopolityczna ziem polskich. Prace Geograficzne nr 218. Warszawa. 2008. с. 246—247. ISBN 978-83-61590-08-8.
8. ↑  Problematyka geopolityczna ziem polskich. Prace Geograficzne nr 218. Warszawa. 2008. с. 247—248. ISBN 978-83-61590-08-8.
9. ↑  Karaimi. Mniejszości narodowe i etniczne w Polsce. Warszawa: Wydawnictwo Sejmowe. 2012. с. 184. ISBN 978-83-7666-143-8.
10. 1 2  Karaimi. Mniejszości narodowe i etniczne w Polsce. Warszawa: Wydawnictwo Sejmowe. 2012. с. 185. ISBN 978-83-7666-143-8.
11. ↑  Karaimi. Mniejszości narodowe i etniczne w Polsce. Warszawa: Wydawnictwo Sejmowe. 2012. с. 199. ISBN 978-83-7666-143-8.
12. ↑  Problematyka geopolityczna ziem polskich. Prace Geograficzne nr 218. Warszawa. 2008. с. 253. ISBN 978-83-61590-08-8.
13. ↑  Problematyka geopolityczna ziem polskich. Prace Geograficzne nr 218. Warszawa. 2008. с. 247—248. ISBN 978-83-61590-08-8.
14. ↑  Karaimi. Mniejszości narodowe i etniczne w Polsce. Warszawa: Wydawnictwo Sejmowe. 2012. с. 191. ISBN 978-83-7666-143-8.
15. ↑  Problematyka geopolityczna ziem polskich. Prace Geograficzne nr 218. Warszawa. 2008. с. 247—248. ISBN 978-83-61590-08-8.